# Aderpas pauper
Aderpas pauper är en skalbaggsart som först beskrevs av Olof Immanuel von Fåhraeus 1872.  Aderpas pauper ingår i släktet Aderpas och familjen långhorningar.
Artens utbredningsområde är:
- Kenya.
- Malawi.
- Moçambique.
- Zimbabwe.

Inga underarter finns listade i Catalogue of Life.